# Tritonia festiva

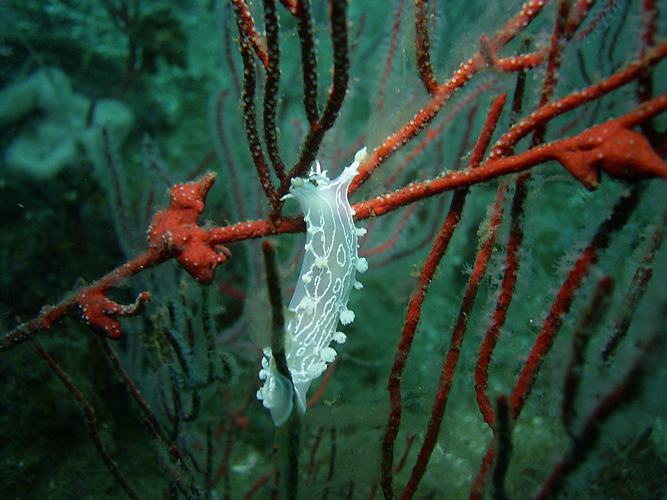
Tritonia festiva

Tritonia festiva (лат.) — вид брюхоногих моллюсков рода Tritonia из семейства Tritoniidae отряда голожаберных. Условно-пассивный хищник других морских беспозвоночных.

## Описание
Моллюски длиной около 25 мм (до 35).
Основу строения всех нудибранхов составляет мягкое тело, лишённое раковины. Нудибранхи двусторонне симметричны и имеют продолговатую форму, так как они дорсовентрально сплюснуты. Однако от вида к виду существует большой диапазон характеристик, отличающих каждый вид друг от друга. В случае с Tritonia festiva, известной как бриллиантовая тритония (Diamondback tritonia), эти нудибранхи обычно светло-розового, оранжевого или белого цвета и имеют замысловатый узор вдоль спины. Этот узор может варьироваться у разных особей. Кроме того, у них есть хитиновый пояс, который отличает их от других видов нудибранхов.
Этот вид был впервые описан в 1873 году под названием Lateribranchiaea festiva (Stearns, 1873).

## Питание
Бриллиантовая тритония Tritonia festiva питается мягкими кораллами (Alcyonacea), а именно молодыми особями этих организмов, поскольку они меньше и их легче съесть. Более конкретно, бриллиантовая тритония — единственный известный хищник полипов Discophyton rudyi, небольших колониеобразующих мягких кораллов, встречающихся на скалистых берегах северо-восточной части Тихого океана. Бриллиантовые тритонии питаются этой разнообразной добычей, используя свою дигитальную лобную вуаль, чтобы обнаружить и атаковать её до того, как полипы успеют сократиться до состояния защиты

## Размножение и спаривание
Вид является гермафродитом, то есть производит как яйца, так и сперму. Спаривание происходит, когда обе особи пытаются проникнуть друг в друга. Тот, кому это удаётся, считается доминантным самцом, а другая особь откладывает оплодотворённые яйца на субстрат для развития.

## Распространение
Tritonia festiva обитает в водах Тихого океана. Чаще всего его можно встретить на западном побережье Северной Америки, а также на севере до Аляски. Этот вид также обнаружен у побережья Японии, Северной и Южной Кореи.
.